# Cosoltepec
Cosoltepec är en kommun i Mexiko.   Den ligger i delstaten Oaxaca, i den sydöstra delen av landet, 200 km sydost om huvudstaden Mexico City.